# Ballinabrackey
Ballinabrackey (en irlandais, Buaile na Bréachmhaí) est un village du comté de Meath, en  Irlande.
Il est situé au sud du comté, près de la frontière avec le comté d'Offaly, au sud de Kinnegad et au nord du village de Castlejordan,.
Le village dépend de la paroisse civile de Castlejordan.

## Sports
Le Ballinabrackey GAA est l'équipe sportive locale.